# Aeroportul Cuito Cuanavale
Aeroportul Cuito Cuanavale (IATA: CTI, ICAO: FNCV) este un aeroport din Provincia Cuando Cubango, Angola.
Situat la o altitudine de 1.215 m, aeroportul dispune de o singură pistă.